# Вокер-Мілл (Меріленд)
Вокер-Мілл (англ. Walker Mill) — переписна місцевість (CDP) в США, в окрузі Графство принца Георга штату Меріленд. Населення — 12 187 осіб (2020).

## Географія
Вокер-Мілл розташований за координатами 38°52′51″ пн. ш. 76°53′3″ зх. д. / 38.88083° пн. ш. 76.88417° зх. д. (38.880901, -76.884094).  За даними Бюро перепису населення США в 2010 році переписна місцевість мала площу 8,19 км², з яких 8,19 км² — суходіл та 0,00 км² — водойми.

## Демографія
Згідно з переписом 2010 року, у переписній місцевості мешкали 11 302 особи в 4302 домогосподарствах у складі 2859 родин. Густота населення становила 1379 осіб/км².  Було 4564 помешкання (557/км²).
Расовий склад населення:
| - 94,8 % — чорних або афроамериканців - 1,4 % — білих - 0,5 % — корінних американців - 0,4 % — азіатів - 1,2 % — осіб інших рас |

До двох чи більше рас належало 1,8 %. Частка іспаномовних становила 2,5 % від усіх жителів.
За віковим діапазоном населення розподілялося таким чином: 26,1 % — особи молодші 18 років, 60,7 % — особи у віці 18—64 років, 13,2 % — особи у віці 65 років та старші. Медіана віку мешканця становила 36,1 року. На 100 осіб жіночої статі у переписній місцевості припадало 78,1 чоловіків;  на 100 жінок у віці від 18 років та старших — 70,6 чоловіків також старших 18 років.
Середній дохід на одне домашнє господарство  становив 69 724 долари США (медіана — 65 631), а середній дохід на одну сім'ю — 78 902 долари (медіана — 71 399). Медіана доходів становила 56 591 долар для чоловіків та 53 977 доларів для жінок. За межею бідності перебувало 14,3 % осіб, у тому числі 18,0 % дітей у віці до 18 років та 11,8 % осіб у віці 65 років та старших.
Цивільне працевлаштоване населення становило 5333 особи. Основні галузі зайнятості: науковці, спеціалісти, менеджери — 17,7 %, публічна адміністрація — 17,5 %, освіта, охорона здоров'я та соціальна допомога — 16,6 %.